# 羽叶婆婆纳
羽叶婆婆纳（学名：Veronica pinnata）为車前草科婆婆纳属下的一个种。

## 扩展阅读
維基物種上的相關：羽叶婆婆纳